# 21475 Jasonclain
21475 Jasonclain è un asteroide della fascia principale. Scoperto nel 1998, presenta un'orbita caratterizzata da un semiasse maggiore pari a 2,1822635 UA e da un'eccentricità di 0,0422470, inclinata di 2,60074° rispetto all'eclittica.